# Haplochernes dahli
Haplochernes dahli är en spindeldjursart som beskrevs av Beier 1932. Haplochernes dahli ingår i släktet Haplochernes och familjen blindklokrypare. Inga underarter finns listade i Catalogue of Life.